# NK Brinjani
NK Brinjani je nogometni klub iz Brinjana. 
Trenutačno se natječe u 3. ŽNL SMŽ - NS Kutina.